# Zvěrkovice
Zvěrkovice è un comune ceco situato nel distretto di Třebíč, nella regione di Vysočina.